# Цванг, Семён Рувинович
Семён Рувинович (Романович) Цванг (10 мая 1924, Балта — 28 января 2021, Ашкелон) — украинский поэт, журналист.

## Биография
Семён Цванг родился в украинском городе Балта, на то время — столице новообразованной Молдавской АССР.
В 1941—1945 гг. — на фронтах Великой Отечественной войны (доброволец, комсорг мотострелкового батальона в танковых войсках), коммунист. Награждён тремя боевыми орденами и двумя медалями «За отвагу». После войны работал на восстановлении шахт Донбасса. Широкую известность в Донецке приобрели произведения Семёна Цванга о шахтерском труде — поэма «Молодые горняки», циклы стихов, опубликованные в альманахе «Литературный Донбасс», очерки и рассказы в областной и республиканской прессе.
В 1952 году в издательстве «Донбасс» вышла его первая книга «Стихи» (5000 экз).
С 1956 года — член Союза журналистов СССР. Работал в редакциях газет Балты, Одессы, Донецка, Киева.
В 1966 году окончил филологический факультет Одесского государственного университета имени И. И. Мечникова.
Автор трёх пьес. Две из них — «Звезда Тамары» и «Друзья её Величества» — шли на сцене Балтского народного театра.
В последующие годы изданы книги стихов:
- «Память седины́» (1993)
- «Выбор» (1998)
- «Листая календарь судьбы» (2006)
- «Здравствуй, жизнь» (2008)
- «Помните нас молодыми» (2010)
- «!שלום דיר, לעבן» Книга стихов на идише в переводе Сары Зингер (2011)
- «Город, в котором тепло» — книга мемуаров, издательство «Ашкелон» (2013)

Автор свыше тридцати текстов песен. Одна из них — «Говорят у нас в Донбассе» (было написано два варианта песни: 1-й — музыка Зиновия Дунаевского, 2-й — музыка Сергея Крапивы) стала народной.
С 1991 года — в Израиле. Член Союза Писателей Израиля.
Умер 28 января 2021 года в Ашкелоне.

## Почетные звания и премии
Почетный гражданин города Балта (Украина).
Почетный гражданин города Нетивот (Израиль).
Лауреат премии Фонда увековечения воинского героизма им. Ицхака Зандмана и Авраама Коэна за 2007 год.
Лауреат премии имени В. П. Некрасова, учрежденной Союзом писателей Израиля. (апрель 2010 года.).
17 мая 2013 года в Доме «Бейт Бессарабия Тель-Авив» Семёну Цвангу вручена премия имени классика идишской литературы поэта Якова Фихмана, учреждённая Всемирной Ассоциацией евреев Бессарабии.